# Linda Linda Linda
 Linda Linda Linda ( リンダ リンダ リンダ 2005?) cine japonés. Su nombre proviene de  una banda punk de Japón, The Blue Hearts, la canción Linda Linda. La película fue dirigida por Nobuhiro Yamashita y las estrellas Aki Maeda, Yu Kashii y Shiori Sekine como miembros de la banda.  Bae Doona proviene del Corea del Sur, es una estudiante extranjera de intercambio. Las estudiantes de la banda, Paran Maum (coreano para "The Blue Hearts"), lanzaron un solo CD en Japón y Corea titulado We Are Paran Maum (“Somos Paran Maum”).

## Banda sonora
La banda sonora fue lanzada el 20 de julio de 2005. Las pistas instrumentales originales fueron compuestas por James Iha de The Smashing Pumpkins. Las pistas vocales incluyen Paran Maum (la banda de la película) se refiere a cantar canciones de The Blue Hearts "Linda Linda, Boku no Migite (mi mano derecha) y Owaranai Uta (Canción de nunca acabar). También hay dos canciones de Base Ball Bear (la banda pertenece a Shiori Sekine en la realidad) son Sayonara Nostalgia y el de April Mirage. Estas dos canciones se pueden escuchar tocando en la tienda "crêpe" escenas con Kyoko y Kazuya Oe. Shione Yukawa (que interpreta a Moe Imamura en la película) y Hanako (de la banda Me-ismo) también llevan a cabo algunas canciones en el escenario en el festival del mismo.
- Datos: Q1066199